# 雅山哲士
雅山 哲士（みやびやま てつし、1977年（昭和52年）7月28日 - ）は、茨城県水戸市出身で藤島部屋（入門時は武蔵川部屋）に所属した元大相撲力士。本名は竹内 雅人（たけうち まさと）。最高位は西大関。現在は年寄・二子山。

## 来歴

### 入門前
3人きょうだいの長男（第2子。姉と妹がいる） として茨城県水戸市で生まれる。実家は茨城県内にバス路線網を持つ旧茨城交通グループのオーナー一族である。小学生時代には空手やソフトボール、バスケットボールに取り組んでいたが、小学校6年時に担任の先生から「大会で勝ったら、焼肉をいっぱい食べさせてあげるから」と言われ水戸市の少年相撲大会に出場したところ優勝したことで相撲に興味を持ち始める。
水戸市立見川中学校時代は柔道部に在籍していたが、柔道部の顧問に直談判して相撲を続けることができた。入学間もない5月に出場した水戸市の相撲大会で3位に入り、この活躍が尾曽正人（水戸尾曽相撲道場主宰。武双山正士の父親）の目に留まった。尾曽の誘いを受け週1回、道場の土俵がある茨城県立水戸農業高等学校に通い、尾曽の指導を受ける。中学2年時には全国中学校相撲選手権大会（全中）個人戦に茨城県代表として出場したが、予選で1学年上の加藤精彦（高見盛精彦）に敗れた。中学3年時の全中では決勝で同学年の岡部新（玉乃島新）に勝って優勝し、中学生横綱になった。高校はそのまま水戸農高に進み、相撲の練習に没頭する。
明治大学相撲部から勧誘を受け、明大に進学する。明大を選んだのは、姉が日本大学に進学していて日大相撲部の層の厚さは聞いていたことや、当初より「姉の通う大学より、偏差値の高い大学に行こうと決めていた」としている。1997年（平成9年）9月の東日本学生相撲個人体重別選手権無差別級と1998年（平成10年）4月の全日本大学選抜相撲宇和島大会でそれぞれ優勝して大学二冠を達成すると、大学3年次の6月に中退して武蔵川部屋へ入門、同年7月場所に幕下付出で初土俵を踏む。当時の幕下付出の条件としては1997年（平成9年）の全日本相撲選手権大会で3位入賞（準決勝で田宮啓司（琴光喜啓司）に敗れる）の実績を残していた。直接の動機として、中学時代からのライバルで東洋大学に進んでいた岡部が先に中退して角界入りしていて焦りを感じていたことを挙げている。父からは「たとえ大成しなくとも、家の会社にコネで入社させたりしない」と送り出された。

### 入門後~幕内昇進
武蔵川部屋では、学生相撲出身者に有りがちな立合いの甘さを厳しい指導で真っ先に改善させ、初土俵の7月場所と翌9月場所の2場所連続で全勝優勝を果たし、同年11月場所では十両に昇進した。その勢いは止まらずに同場所を12勝3敗で3場所連続優勝、1999年1月場所は西十両筆頭の地位で幕内力士との対戦もある中で14勝1敗の好成績を残し、4場所連続優勝を果たすと同時に新入幕を確実なものにした。新入幕の同年3月場所は中盤まで優勝争いの一角に食い込むも終盤戦に役力士との対戦が続けて組まれたことで二桁勝利はならなかったものの、9勝6敗で敢闘賞を受賞、初土俵から所要5場所での三賞受賞は当時の最速記録である。あまりにも早過ぎる昇進のために幕内力士でありながら大銀杏どころか丁髷も結えず、荒々しい風貌から「平成の新怪物」 と呼ばれた。幕内2場所目の同年5月場所で初めて丁髷を結うも、入門以来初めての負け越しを経験する。
四股名は初土俵時は本名の「竹内」とし、十両昇進時に下の名の「雅人」から取って「雅山」に改めた。この四股名は尾曽が考えたものだが、候補の中には「雅風」もあり、雅山自身はこちらの四股名も気に入っていたとしている。

### 大関昇進
2000年（平成12年）1月場所は新小結で優勝次点となる12勝3敗の好成績を残すと、翌3月場所は関脇で11勝4敗、この時点で5月場所の成績次第では大関昇進の基準とされる「三役で三場所計33勝」の可能性が見えたが、審判部長の境川（元横綱・佐田の山）は「星の内容次第」と慎重な姿勢を見せた。その5月場所は11勝4敗とし、3場所合計34勝とし、場所後の理事会で大関昇進が決定する。昇進伝達式で雅山は「初心を忘れず、相撲道に精進、努力します」と口上を述べた。初土俵から所要12場所での大関昇進は史上1位のスピード出世である。
この大関昇進については決定前から異論が相次いだ。理事会に諮る前の審判部内の幹部会合で、境川は「雅山は今場所、上位に勝ったのは、すでに大関陥落が決まっていた貴ノ浪だけで、優勝した小結魁皇との一番でも、立ち合いの未熟さを露呈して敗れた」旨を指摘し「内容重視」の姿勢を崩さなかったが、審判部副部長の武蔵川は直近の大関昇進の事例と比較しても雅山の34勝はひけを取らないとして「勝ち星重視」を強調した。貴ノ浪の大関陥落で空席ができたことも追い風となり、もう一人の審判部副部長の九重（元横綱・千代の富士）が武蔵川に同調して、2対1で「理事会の招集要請」となった。理事会においても「時期尚早」との声が上がり、採決の結果、7対3の賛成多数で昇進が決定した。「満場一致での推挙」となるのが普通となる理事会では異例の、約30分の長時間審議の末の多数決による決定だった。雅山は新入幕ごろまでは巨体と柔らかい腰にものを言わせて、土俵際を反り身でこらえ、相手の攻め疲れを待つ消極的な取り口だったが、「自分から攻めないと上位には通用しない」と師匠に諭され、突き押しを磨き始めた。ただ組んだときにはまだまだ体頼みの大ざっぱな相撲で、廻しの取り方に厳しさがなく、貴乃花戦では手も足も出ず投げ飛ばされた。立ち合いについても「小手先の駆け引きが目立つ」と注文が付き、また同部屋力士が上位に多く白星に恵まれる立場にありながら5月場所では優勝争いに全然加わっていない点や、学生相撲出身でまだ角界の経験が浅い点などが、昇進に対する慎重論として指摘された。
新大関として迎えた7月場所は、場所前の取材に対し「まわりの期待を良い緊張感にして、伸び伸びと自分の相撲を取りたい」と屈託なく言い切り、新大関優勝を狙う姿勢を示したが、初日の栃東大裕戦で右肩を負傷した影響が最後まで響き6勝9敗と負け越し、同年9月場所はいきなりの角番となってしまう。この場所は勝ち越して角番を脱出するも8勝7敗の成績で、本来の大関の成績とはかけ離れたものとなった。その後も負け越しては角番脱出を繰り返し、3度目の角番として迎えた2001年（平成13年）9月場所では序盤戦から全く波に乗れず、9日目の海鵬涼至戦で左足首関節および左足根骨脱臼の重傷を負って途中休場、同部屋の出島と共に大関陥落となった。大関在位は僅か8場所となり、短命大関としての順位は年6場所制となった1958年（昭和33年）以降、大受久晃（5場所）・増位山太志郎（7場所）に次いで当時ワースト3位の不名誉記録となった。また大関在位期間中の二桁勝利が一度もなく、東正大関に番付が載ることもなかった。大関としての成績も57勝58敗5休と負け越すなど大関らしからぬ成績を残すことになった。

### 大関から陥落、再度の大関挑戦
関脇に下がった2001年（平成13年）11月場所は公傷が適用され全休し、2002年（平成14年）1月場所は10勝以上を挙げれば大関に特例で復帰できたものの、怪我の回復が遅れたことで全休となり、翌3月場所は東前頭8枚目まで下がった。この場所では「若竹のように、また一からグングン伸びてほしい」という思いを込め、両親から贈られた若竹色の廻しを締めて土俵に上がり、元大関の実力を見せて9勝6敗と5場所ぶりに勝ち越したがその後は平幕上位から中位に留まり二桁勝利を挙げて三役へ昇進しても負け越して即陥落するなど、かつての勢いは失われていた。さらに、2003年（平成15年）1月場所の横綱・貴乃花戦でのいわゆる「疑惑の判定」に巻き込まれ、その取組で右足を負傷するなど、不運を被った（後述）。
右肩の怪我で大関から陥落したが怪我の回復が遅れ庇っている内に今度は左肩も痛めたため、突き押し相撲だけでなく四つ相撲も身に着け、これが功を奏するようになる。2004年7月場所では前場所までの不調を晴らすかのように初日から9連勝し12勝3敗と優勝次点の好成績を収めた。翌9月場所で関脇に復帰すると9勝6敗で4年ぶりの三役で勝ち越した。その後も三役に定着し、周囲からは大関復帰を期待する声が聞かれるようになった。大関再挑戦となるこの時まで時間を要したのは、途中で父親の病気治療のための長期入院(2004年9月場所後に死去)など心労に見舞われた事で、持ち直すのに時間がかかったという。2005年3月場所は3大関に勝ったが5勝10敗と5場所ぶりに負け越し4場所連続で在位した関脇から陥落した。前頭4枚目で迎えた2005年（平成17年）11月場所は当時の3大関（魁皇、千代大海、栃東）全員に勝って10勝5敗と二桁勝利を挙げ、大関陥落後では初となる三賞（敢闘賞）を受賞した(元大関として貴ノ浪以来3年ぶり史上5人目の三賞受賞)。前頭筆頭で迎えた2006年（平成18年）1月場所においても前述の3大関（この場所では新大関に琴欧洲がいたが敗れた）に勝って8勝7敗と勝ち越し、元大関としての意地を見せた。小結に復帰した同年3月場所においても3大関（琴欧洲、千代大海、栃東）を破って10勝を挙げ、同年5月場所では新大関・白鵬翔を含む4大関全員を倒し、千秋楽まで白鵬と優勝争いを演じた。初の幕内最高優勝こそ逃したものの前場所を上回る14勝1敗の好成績を挙げた。
同年7月場所は魁傑以来の「大関陥落後平幕まで下がった力士の大関再挑戦」の場所となり、理事長の北の湖は「11勝前後を挙げれば昇進の話題が出る」と話した。序盤こそ緊張感から苦戦したが、終盤の5連勝によって10勝5敗で終えた。本人が引退後に語ったところによると、場所前は緊張から1日2、3時間しか眠れず、昼のちゃんこの後の昼寝もままならなかったが、3日目の午前10時頃、前日怪我をした朝赤龍が休場と連絡が入り、安堵してそこから眠れるようになったことで流れが良くなったとのこと。このような経験から雅山自身は「心技体の『心』が大事。技や体力、体格で劣っても、精神面で上回れば勝てる。相撲ほどメンタルが必要な競技はない」と力説している。二桁勝利で終え「三役の地位で直近3場所の合計33勝以上」の目安は満たしたが、審判部からの臨時理事会開催の要請はなく、大関再昇進はならず翌場所へ持ち越しとなった。審判部長の放駒（元大関・魁傑）は10日目までに5敗を喫していることが評価を下げたとし「内容的に物足りず、もう1勝欲しかった」 と話した。この場所は横綱・朝青龍が独走で千秋楽を待たずに優勝を決めていて他力士の印象が薄く、この場所に綱取りがかかっていた白鵬も最終的に朝青龍と1差の13勝を挙げながらも横綱昇進を見送られている。
雅山にとって三度再挑戦となった同年9月場所では、9日目までに5敗を喫して9勝止まりとなり、大関復帰は果たせなかった。しかし取組の内容としては、9日目の白鵬戦で善戦（本人曰く「今場所最高の相撲」）し、終盤にかけて気持ちを切らさなかったことを高く評価され、理事長の北の湖も「大勝ちすれば（大関復帰の）話題性の出てくる可能性はある。よくここまで持ってきた」とコメントするなど、大関復帰の可能性はまだ残っていると見られた。しかし同年11月場所は千秋楽にようやく勝ち越しを決めることとなり、2007年（平成19年）1月場所は5勝10敗と大敗し、5場所連続で務めた関脇から陥落すると同時に大関復帰の可能性も完全に消えた。

### 平幕での健闘～現役引退

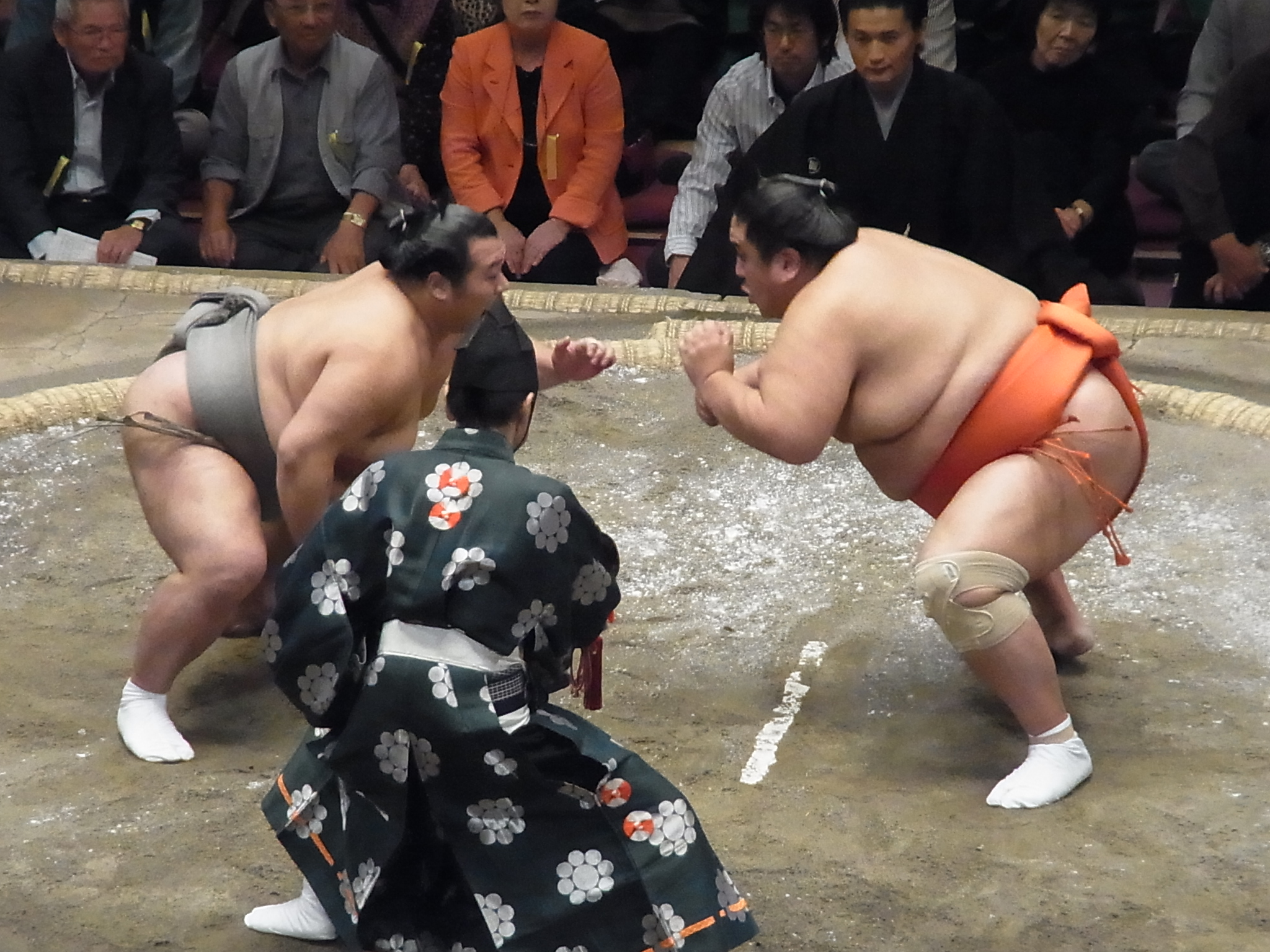
明治神宮例祭奉祝 奉納70回全日本力士選士権大会（2011年10月3日）

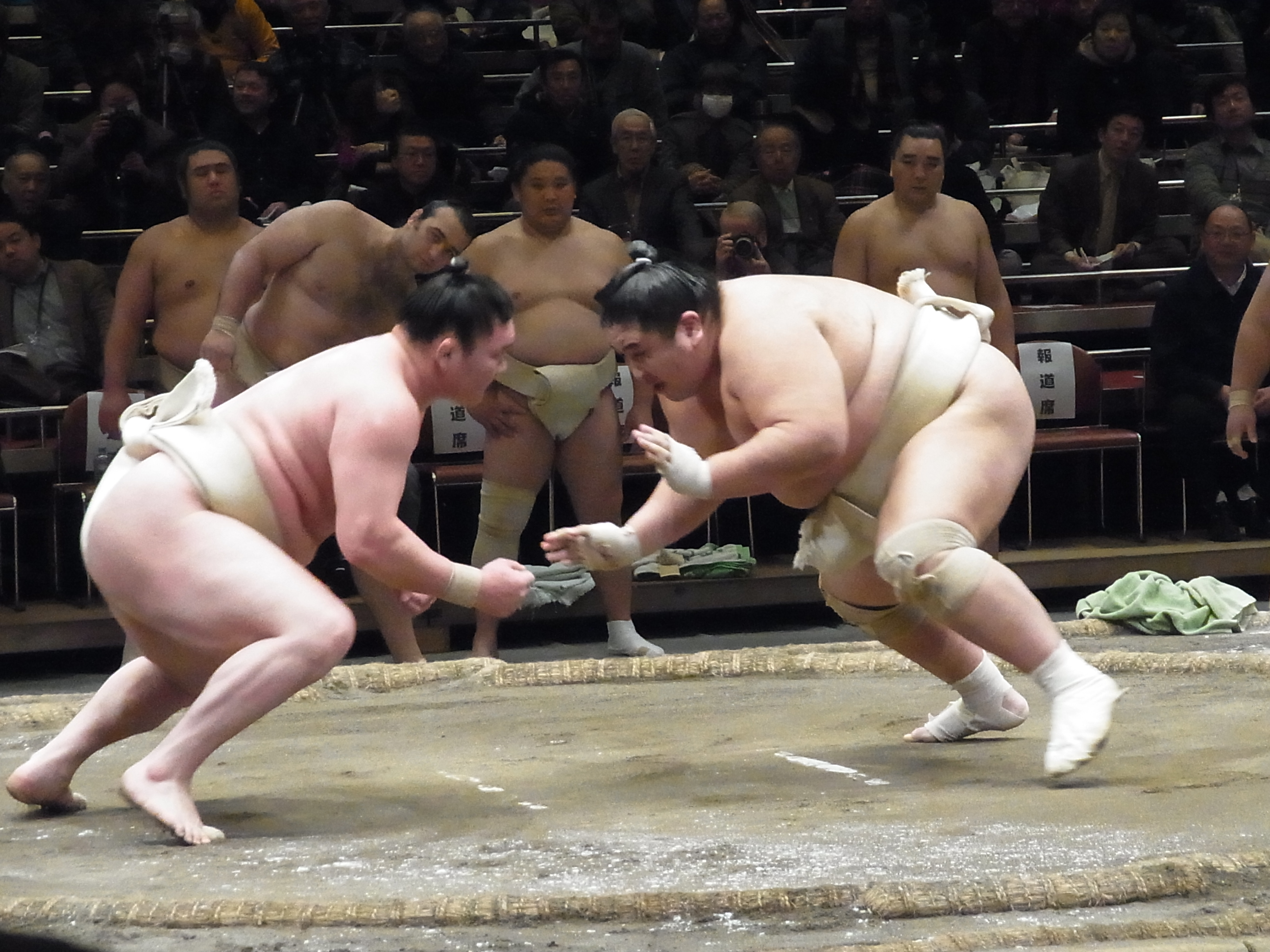
稽古総見（2011年12月23日）

大関復帰がならなかった後も、雅山は元大関としての意地を見せる場面が見られた。2007年（平成19年）3月場所2日目には横綱・朝青龍と対戦し、足をぐらつかせるほどの強烈な突っ張りの末に寄り倒しで勝利し、自身初の金星を獲得した。雅山は初土俵から所要10場所で三役に昇進したため、雅山に限らずスピード昇進を果たした力士の金星の数は得てして少ない。その後も7日目まで4勝3敗の成績を挙げたが、7日目の対旭天鵬勝戦で右の太股を痛めて途中休場となった。2007年6月頃に母が死去した事で深く悲しみ、7月場所では花道に控える付け人に母の遺影を掲げるよう頼んだこともあったという。平幕に陥落後も前頭上位の地位を保ち続け、横綱・大関と対戦する場面も見られたが次第に上位では勝ち越せなくなり、2009年（平成21年）5月場所では初めて平幕二桁台となる前頭11枚目まで陥落した。それでも2008年9月場所前に結婚した事で発奮し朝青龍から2個目の金星を獲得し、11月場所では初日から7連勝し一時優勝争いに加わる、さらに1年後の2009年11月場所では前頭9枚目で12勝3敗の好成績を挙げる活躍を見せ、3年半ぶりの三賞（敢闘賞）を受賞した。
2010年（平成22年）に発生した大相撲野球賭博問題では、協会の調査に対し花札など仲間内の賭け事をしていたことを認め、さらに警視庁の事情聴取では野球賭博への関与を認めた。これを受け、協会の特別調査委員会は雅山らに謹慎を求め、同年7月場所は出場停止（休場）となった。理事長部屋から賭博関与者が出たことから師匠の武蔵川も監督責任を問われ同場所を謹慎、場所後に理事長職を退くことになった。
翌9月場所は1977年（昭和52年）の大受久晃以来史上2人目となる「元大関の十両陥落」となった。しかし元大関では十両での力の差は歴然で、12勝3敗の好成績を挙げて幕内復帰を果たしたが、野球賭博問題に関しては2011年（平成23年）3月3日に「賭博開帳図利容疑」で書類送検される など、雅山自身も含めて角界全体に暗い影を落とした。同年11月場所では11勝、2012年（平成24年）1月場所では久しぶりの三役（小結）に復帰したが、元大関が十両に陥落した後に三役へ復帰したのは雅山が史上初である。この頃に入ると加齢による衰えと足裏にまで巻かれたテーピングや足袋のためか膝から滑り落ちる負け方が目立ち始め、この場所は3勝12敗と大敗。その後も横綱・大関との対戦が基本的に組まれない平幕下位でも勝ち越しと負け越しを繰り返し、負け越しも二桁敗戦などが目立ち、番付次第では十両再陥落が起こりうる状況が続く。
2013年（平成25年）1月場所は負け越せば即十両陥落となる幕尻の東前頭16枚目、さらに心臓に痛みが走る症状が現れただけでなく脳梗塞まで疑われる状態で出場するも、初日から8連敗を喫する。9日目の対玉鷲一朗戦で初勝利を挙げたが、その際に館内から温かい拍手を受けて花道で涙を流した。負け越したことで十両再陥落が現実味を帯びたが「まだ気持ちは切れていない」と述べ、十両陥落後も現役を続ける決意を表した。この場所では度重なる肩の怪我のせいか、幕内土俵入りで手を上げない場面が目立った。同年3月場所は十両9枚目となり、自身2度目の十両陥落と同時に自身の持っていた元大関の最低地位を更新してしまった。そして10日目に負け越しが決定すると、13日目でも敗れたことで幕下陥落が決定的となり、千秋楽（3月24日）の対鬼嵐力戦に勝利したのを最後に現役引退を表明、年寄・二子山を襲名して後進の指導に当たることを発表した。大関陥落後、関脇以下の地位を68場所に渡って務めたが、これは2009年（平成21年）7月場所を最後に引退した出島武春の48場所を大きく超える史上最長記録となった。

### 引退後

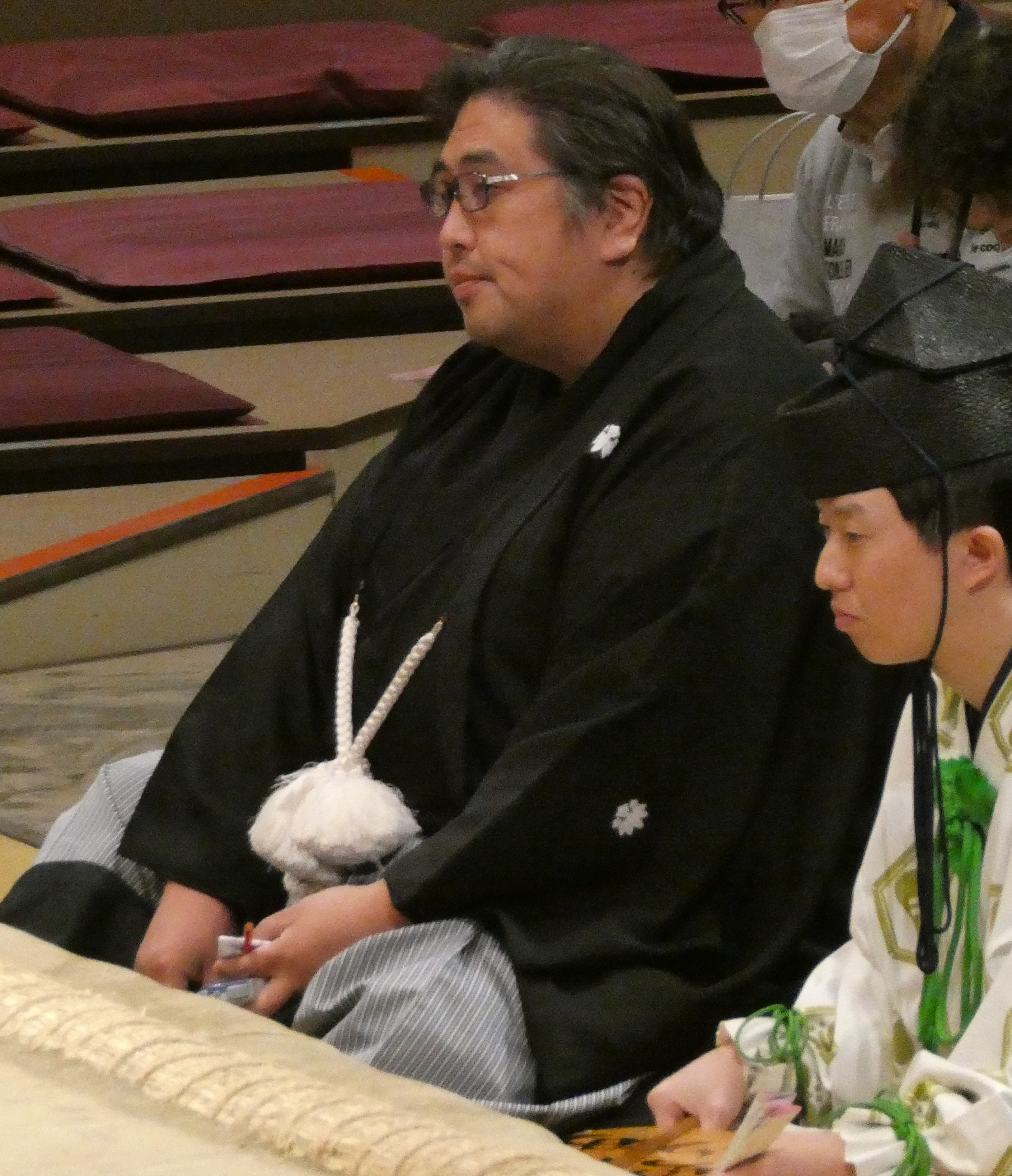
土俵下で審判を務める二子山親方（2022年1月15日撮影）

2013年（平成25年）9月30日、現役引退と年寄・二子山襲名を報告するために茨城県庁を訪れた際に、茨城県知事・橋本昌から長年の相撲界への功労を讃えられて「茨城県特別功労賞」を授与された。また、引退相撲は2014年2月1日に両国国技館で行われ、8000人の観衆が見守る中で引退相撲を行ったが、取組の相手に自身の長男を選び、押し出しで敗れた。また断髪式では先代の武蔵川夫妻ら270人が鋏を入れ、藤島が大銀杏を切り落とした。二子山は「はさみを入れてもらっているとき、思い出が駆け巡った。これからは強い日本人力士を育てたい」とさっぱりした頭をなでながら抱負を語った。また、同年1月には自伝「雅ノート」を実業之日本社から出版した。
その後、藤島部屋付き年寄として後進の指導に当たっているが、将来的には二子山部屋を独立する意向も示していた。二子山部屋といえば横綱・大関を輩出し、かつての大相撲人気を支えた名門（部屋自体は貴乃花部屋に改称して2004年に消滅）だが、これについては「偉大な名前を引き継ぐことが出来た。自分も（強い）イメージを残せる部屋を目指したい」と語っていた。2018年（平成30年）3月29日の理事会で、同年4月1日付で、6人の内弟子を連れて藤島部屋から二子山部屋を分家独立することが承認された。  
協会の業務では、2015年（平成27年）1月29日付の職務分掌で記者クラブの担当として広報部に配属され、2016年3月には日本相撲協会の評議員に就任した。評議員は2018年3月26日まで務め、同月28日の職務分掌では審判部に配属された。
2020年11月9日、二子山部屋後援会が群馬県渋川市議会の田辺寛治議長宛てに抗議文を提出した。9月場所中の9月14日に群馬県渋川市議会議員（当時）の中澤広行が事前の約束もなく部屋を訪れたという。二子山が不在であったため応対した弟子たちに「昨年の9月21日に渋川市の髙木勉市長が二子山部屋親方に会っているかを教えろ」と中澤は詰問し、さらには10月下旬に群馬県の弁護士から同様の内容を尋ねる文書が届いたため、二子山が後援会長に苦情を伝えたという。後援会は「コロナ禍の場所中にアポなしで部屋を訪れるのは無神経」と憤慨していたが、中澤は「訪問は市議としての調査権を行使しただけ。コロナ禍であることは特に気に留めていなかったが、訪問した際も女将、力士に誠実に対応していただいており、抗議は寝耳に水だ」と話している。
2021年4月6日、埼玉県所沢市内から都内葛飾区にある旧東関部屋施設に部屋を移転することが報じられた。国技館まで電車を乗り継いで1時間以上かかっていたため、力士の負担を減らし、稽古環境を整えるためのものであるという。2019年末に死去した13代東関（潮丸）とは仲が良かったため、「その遺志を引き継ぎたい。今はコロナ禍で、すぐには難しいかもしれませんが、地元の方々と触れ合って地域の活性化に貢献したい」と話している。13代遺族・葛飾区と調整中で、部屋建物は二子山の所有、土地は葛飾区から継続して借りることとなる。
2022年5月場所は11日目から体調不良で本場所の職務を休場。千秋楽まで休場する予定が示された。代役は同じ出羽海一門の15代二十山が務める。7月25日、新型コロナウイルス感染が協会より発表された。
2023年3月場所を終えた同月29日の番付編成会議後に、宿泊先の兵庫県西宮市のホテルに戻ったところで体調不良を訴え、同市内の病院に搬送された。敗血症と診断されて10日間の緊急入院を経てその後退院し、帰京した。後日、自身のTwitter投稿や取材などで明らかにしたところによれば「病院の先生には『あと1時間遅かったら亡くなっているところだった』と言われた。誰にもあいさつできないまま、このまま、あっさり死ぬんじゃないかと本気で思った」ということで、敗血症に至った要因として「腎結石が尿管に詰まったこと」とされており、今後要因となっている箇所の手術を受ける事を明らかにしている。

### 師匠として
狼雅外喜義、生田目竜也、三田大生らを関取に育て上げている。スカウトでは栃木県にパイプが太く、相撲指導者である三田の父親との関わりもあり2025年8月時点で6人の栃木県出身力士が部屋に在籍している。また、2017年9月場所に初土俵を踏んだ舞蹴修樹(最高位・東幕下29枚目、2024年5月場所引退)は、14年半ぶりに誕生した福井県出身力士として地元を賑わせた。舞蹴は関取昇進は叶わなかったものの、引退時には二子山自ら「部屋を興してから初めて最後までやりきった力士」と認め、ファンの間でも話題となった。

## 取り口
得意なのは突き押し相撲だが四つに組んでも十分に相撲が取れた。相手の顔に向けて行われる小刻みな突きと、腕の動きを効果的に使う取り口である。また、重い突きを繰り出してから土俵際を回り込んでの引き、叩きの上手さもあった。大関陥落からしばらくした頃までは中途半端な四つ相撲であったが、それ以降は突きと引き技に徹した。
腰が重い力士としては珍しく足腰が強く、対戦相手がいなしたり、出し投げを打とうとしても足腰のバランス感覚で相手をかわす技術は高い評価を得ていたが、体重の影響による足の負傷も多かった。
現役時代、叩きを武器にしてきたことから投げで勝つと賞賛されることが多いことと、叩きで勝つと褒められることが殆ど無いことの差の意味が分からないという。雅山は2017年7月場所前のコラムで「はたきだって、突いている間に相手の足がだんだんそろっていくのを、一瞬で見極めてはたくわけですから、技術的な面もあるんです」と持論を述べている。また「はたきは、誰からも教わるものではありません。」「僕に敗れた力士が、「はたきが来ることはわかっていたけれど、食ってしまった」というコメントをよく残していますが、このはたきこそが僕の真骨頂なのです。誰からも教わることができないからこそ、最高の技術なのではないかと自負しています。」と主張する。また、はたきは当初右一辺倒だったが、土佐ノ海から「雅のはたきは右ばっかりだよなぁ」と指摘されたことを受けて「右を6~7割、左を3~4割」という割合に変えた。

## 人間関係
- 中学時代に好きだった力士として琴椿克之を挙げている。勝っても負けても取組の前後に深々と礼をする姿勢に心打たれたとしている[49]。
- 気の合う力士としては豊ノ島大樹を挙げている。2002年3月場所、この場所初めて番付につき序ノ口優勝を果たした豊ノ島が表彰式のために支度部屋に入ってきたとき、豊ノ島が「場をわきまえない行動」をとったため雅山が一喝したところ豊ノ島は「雅関はなんて怖い人なんだろう」と思ったという。親しく話すようになったのは豊ノ島が幕内に上がってからのことであるが、「笑いのツボが一緒のところが、きっと行動していて楽だったのだろうと思います。」「豊ノ島には人の意見を聞ける柔軟性があります。」として、テレビのバラエティ番組に共演する等関係を築く[50]。
- 同学年の岡部新（18代放駒）とは中学時代からのライバルで、中学3年時、8月初旬の全国都道府県中学生相撲選手権大会の個人戦決勝で対戦し敗れている。一方、8月下旬の全国中学校相撲選手権大会では決勝で岡部に勝って優勝している[4]。大学を中退して角界入りしたのも、先に入門した岡部の存在を理由の一つとして挙げている[7]。また若兎馬裕三からはライバル視され、千代天山大八郎とライバル関係だった時期もあった。
- 同郷の大久保博元と親交がある[注釈 10]。30歳を超えたころから大久保に頻繁に食事に誘われるようになり[51]、雅山はある時本場所中で負けた後に食事の席で「1日1回、リセットする時間をつくれ」と大久保に助言され、以来飲酒の習慣を取り入れた[52]。
- 同部屋の元横綱・武蔵丸光洋を慕っており、武蔵丸の引退時は武双山、武雄山喬義と共に大泣きしたという。武蔵丸の引退場所となった2003年11月場所の前に雅山は稽古で武蔵丸と相撲を取り、そこでそれまでと違って自分が勝ててしまったため武蔵丸の横綱生命の終わりを感じたという[53]。引退相撲での横綱土俵入りでは露払いも務めた。
- 貴闘力の証言によると、現役時代に麻雀をやっている時に必ず若い衆を隣に付けて灰皿をずっと持たせるなど付け人を顎で使う面があったといい、性格に難があるのではないかと貴闘力は思っていた。また、雅山が部屋持ちになる前に支度金に物を言わせて貴闘力の息子3人を自分の弟子として引き入れようとした態度についても苦言を呈している。ただ、現在(証言が公開された2023年11月時点)では雅山の性格はどうだかわからないと貴闘力は断りを入れている[54]。

### 家族関係
- 2008年9月に7歳年下の女性と結婚、亡き母への思いを込めて母の三回忌にあたる2009年6月7日を選んで結婚披露宴を行った。女性は同年3月に大学卒業に合わせて雅山からプロポーズを受け、雅山はマスコミ向けの結婚報告会で「彼女は証券会社に就職が内定していたけど、入社先が自分になった。株式会社雅山です」とのろけた[17]。妻との間に息子が2人いたが、次男は2013年6月に1歳11か月で他界した。次男の死後の同年9月からは年寄名の下の名を次男の名である「雅高」に変更している。
- 2007年6月7日に母親が脳内出血により死去。5日前に救急搬送され、そこから毎日雅山は見舞いに病院へ訪れ、後に「自分が声をかけると、体を動かしてくれるんですよ」と語っていた。死去の知らせが入った当日は海外巡業ハワイ場所の出発日であり、雅山は憔悴しきった表情で成田空港に現れながらも「仕事を休むことを、母は一番嫌がっていましたから」と記者に言い残して通常通り出発した[55]。
- 四股名の下の名前「哲士」は父の名前から。2004年10月3日に父が死去した際は、師匠に断りを入れて花相撲を終えた後で実家のある茨城へ向かっている[55]。

## エピソード

### 現役時代
- 右肩の瘤[注釈 11]が印象的な力士だった。もともとは大学1年のころからでき始めたもので、肩が上がらないくらい痛いものであったが、練習を休まずぶっ通しで練習を重ねたことでいつしか塊のような形になった。大関昇進後、肩の調子が悪化したためMRIの検査をしたところ腱板が切れかけていて、医師から「すぐに手術をしなければ、私生活でも肩が上がらなくなってしまう」と警告を受けた。そのため、大関から平幕へと番付を下げる休場中に手術を決断する[56]。（現在は度重なる手術で小さくなっている）。
- 若手力士に対して精神的に優位に立つため、徹底的に「怖い人」のイメージを植え付けていた。若手力士がインタビューなどで口々に「雅山関は怖い存在だった」「近寄れない雰囲気があった」と言っていたのを見て、イメージが浸透していると嬉しく思っていた。ただ、後輩力士が相撲のことで質問をしてきたときにはきちんと答えるようにしていた[57]。
- 勝ち名乗りを受ける際には、必ず蹲踞した後に右手で右膝を叩いていた。
- やたらとゲン担ぎをする力士でもあった。例えば大関復帰を懸けた2006年5月場所、部屋を出てくるときにブラック・コーヒーを飲む、午後8時には布団に横になるというゲンを担いでいた。出掛けにブラック・コーヒーを飲む理由は、黒星を飲み込むという思いの表れで、午後8時に床に就いたのは、初日の夜、たまたまどこにも出かけずにこの時間に寝たら5連勝、さらに一つ負けたあと9連勝という夢のような連勝が始まったためであった。さらに、初日の前の日「たまたまこれを履いてパチンコにいったら、大勝ちした」という両サイドの太モモ辺りが大きく破れてカーテン状になった赤柄の古いパンツを一日置きに、洗っては履き続けた[58]。
- 新入幕の1999年3月場所を前頭7枚目で迎え、その後長きにわたって前頭二桁枚数の経験がなかった。雅山が初めて二桁枚数となったのは2009年5月場所の前頭11枚目で、幕内在位62場所目のことだった。
- 大関再昇進をかけていた頃は当時の大関陣に対して相性がよく、大関キラーと呼ばれたこともあった。
- 2006年5月場所から2007年1月場所まで、5場所連続で琴光喜啓司と関脇を務めた。5場所連続で同じ力士が関脇を務めたのは131年振りの珍事。なお、雅山が大関から陥落した2001年9月場所において琴光喜は平幕優勝を飾っているが、琴光喜が優勝を決めた取組の対戦相手は、雅山が負傷した一番の対戦相手でもある海鵬だった。また、2003年1月場所で途中休場した際も、琴光喜に不戦敗を喫している。
- 大関陥落以降は「現役中は元大関と言われるのが嫌でした。大関に戻るつもりでいましたから」という理由で、大関戦で勝利してもインタビュールームには行かなかった。しかし、朝青龍から初金星を得た時は「強い横綱に勝って嬉しかったので行きました」という[59]。ちなみに朝青龍との対戦成績は5勝34敗で、5勝のうち2勝は金星である。
- 2009年3月場所12日目の対千代大海龍二戦で、引き落としを決めて勝った際に物言いが付き、結果として「髷を掴んだが故意ではない」という見解が出された上で行司軍配通りの判定に落ち着いた[注釈 12][注釈 13]。
- 幕内在位82場所の記録を持っているが、幕下付出力士としては史上1位の記録である。学生相撲出身力士で幕内在位場所数記録の歴代10位以内に名前を記録している力士も雅山だけである。学生相撲出身者でありながら通算88場所中82場所を幕内（新入幕から引退に至るまで十両陥落は2回のみ）で過ごしたことは、出世が早く長持ちで衰えが遅く、引退間際まで幕内に定着していたことを意味する。
- 幕内最高優勝を未経験のまま大関経験者が引退する例は、大関から横綱に昇進するも廃業した双羽黒光司の例から数えても25年3ヶ月ぶりの珍事である[注釈 14]。雅山以前に、最高位が大関の力士で優勝未経験のまま引退したのは32年前の増位山太志郎（1981年3月場所を最後に引退）まで遡る。
- 現役生活で思い出に残る相撲は、「3場所連続休場を喫して大関から陥落した後に迎えた2002年3月場所初日の玉春日戦」「幕内最終場所となる2013年1月場所9日目でその場所の初白星を上げた玉鷲戦」「現役最後の1番となった2013年3月場所千秋楽の鬼嵐戦」である[52]。
- 雅山の引退により、1966年5月 - 2000年9月における基準の幕下付出（幕下60枚目格付出）で初土俵を踏んだ力士は全員が引退となった。なおこの後は幕下10枚目格・15枚目格の付出となっていたが、2023年9月場所終了後の理事会で、幕下付出の地位は60枚目格に戻ることになった。
- 2000年5月場所、魁皇戦で待ったかと思いこみ何も出来ず負けた事がある。
- 不戦勝が多い方で通算9回と史上6位タイの記録である。
- 体重の話題になるとムキになる一面があった。2006年5月場所の体重ベスト3は1位が雅山の182kg、2位幕内岩木山の177kg、3位春ノ山の176kgとなった。この時に雅山は体重200kg超の関取を何人も見てきたためピンと来ない様子であったが、続けて「でも、本当の1位は自分じゃなく、岩木山関ですよ。体重測定前には食事制限とかしているんじゃないですかねえ？　何かほっそりしてますからね。それで本場所になるとドーンとデカイでしょう。絶対におかしいですよ」とクレームをつけていた[60][61]。

#### 2003年1月場所
この場所で西前頭筆頭だった雅山は、初日に大関の栃東を破る好調のスタートを切った後、2日目に休場明けの横綱・貴乃花光司と対戦した。取組では雅山の二丁投げが決まり、貴乃花は裏返しになって左肩から落ちた。多くの観客が雅山の勝利であると確信し、立行司・木村庄之助の軍配も雅山を指した。しかし勝負審判から物言いがつき、「両者同体」という判定により取り直しとなった末、貴乃花の上手投げが決まって雅山は敗れた。
しかしこの取組直後から、雅山が勝っていたとする抗議の電話が日本相撲協会とNHKに100件以上も殺到した。また、雅山は最初の二丁投げを放った際、右足関節外果を剥離骨折しており、それをおして出場した翌日の大関・朝青龍明徳戦で敗れた際に悪化させ、4日目から休場した。一方の貴乃花も、雅山の二丁投げを受けた際に左肩鎖じん帯を損傷させて翌日から途中休場、完治しない中で5日目から再出場したが、結局8日目の取組後に現役引退を表明した。雅山は貴乃花戦初勝利も初金星も逃す格好となってしまったが、本人は「横綱（貴乃花）と二番とれたのは、少しは力がついてきた証拠かなと自信につながりましたね」と前向きに受け止めていた様子を引退後に語った。
雅山は、貴乃花とは幕内で11回対戦したが全敗している。最高位が大関でありながら10回以上対戦して全敗した記録は雅山以外では汐ノ海運右エ門が羽黒山政司に対して13戦全敗した例と、正代直也が鶴竜力三郎に対して13戦全敗した例があるだけである。

### 引退後
- 「相撲界のグルメ王」と呼ばれるほどグルメには造詣が深く、特に焼肉に関しては全国130軒もの焼肉屋に足を運んでは常に美味しいメニューをチェックしている。2018年の時点でも豪栄道豪太郎とは焼肉仲間で、ともに焼肉屋巡りを楽しんでいる雅山は、1日3～4軒もの店をはしごしたこともあったという[62]。
- 二宮清純との対談でモンゴル人力士の弱点を分析し、そこでは「実はモンゴルの力士は縦の引きに弱い傾向があります。横にいなしても粘っこくついてくるのに、縦に引くと意外とあっさり落ちることが少なくない。僕も白鵬に勝った時はバッと突いて、サッと引いて崩すパターンがほとんどでした」と語っていた[52]。2017年7月場所前のコラムでも、モンゴル人力士の引きに対する耐性の傾向について同様のことを話している[46]。同じ頃から問題となった白鵬のかち上げと張り手については、サポーターを巻いた肘でのかち上げは悪く取られても仕方がないとしつつも、基本的に「自分（白鵬）の体力が落ちてきたことを考えてやっていたわけですし、私は何とも思っていません」と容認している[63]。
- 2017年11月場所前の自身のコラムで、技能賞受賞に関しては小柄な力士や派手な技を繰り出す力士が有利であると分析しており、押しや叩きをもっと評価しても良いのではと私見を述べている。同じコラムで、二子山は力士の怪我の増加は稽古不足が原因であると断じており、さらに「普通の社会人で考えたら、力士は稽古が仕事なんです。だから稽古をしなかったら、就職した会社で何もしないでボーッとしているのと一緒です。巡業中に稽古をしなかったら、ただの旅行、あるいはお客さんへの顔合わせになってしまいます。相撲は修行でもありますが、仕事でもあるんです」と稽古の重要性を説いた。寝不足は移動のバスで2席使えるのだからそれを使って睡眠をとれば良いと厳しく言い、稽古不足を棚に上げて賃上げを要求するのは矛盾していると、発言のレベルが落ちていると切り捨てている[64]。
- 2019年3月場所前の自身のコラムで、日本出身力士の多くは巡業で相撲を取っていても相手の体勢になると俵までまだ十分がある距離で力を抜くと現状を指摘していた。二子山は「これでは土俵が丸いという感覚が身に付かない」とも嘆いており、むしろ外国出身力士の方が土俵を上手く使って土俵際で残していると評している[65]。
- 2019年5月場所3日目（5月14日）、貴景勝対北勝富士戦で勝負審判として控えていた際に、貴景勝が土俵下に落ちた際に直撃し左足を負傷。翌15日の4日目から休場した。診断の結果は左下腿挫傷で、4日目は玉ノ井が、5日目以降は富士ヶ根が代役を務めることとなった[66][67]。
- 2024年11月9日放送の『嗚呼!!みんなの動物園』では自宅に保護猫を預かる生活が放送された[68]。

### その他
- 出生時の体重が4500グラムもあったという[1]。
- 2006年7月から、好評だった部屋の公式ブログから独立する形で自身のブログを立ち上げた。しかし過去に自身のブログでファンと口論になったことがある。ブログそのものも2008年11月を最後に休止している。
- 2015年5月場所より自身の公式ツイッターを開設した。

## 主な成績
- 通算成績：654勝582敗68休 勝率.529
- 幕内成績：599勝563敗68休 勝率.515
- 大関成績：57勝58敗5休 勝率.496
- 現役在位：88場所
- 幕内在位：82場所(歴代9位)
- 大関在位：8場所
- 三役在位：20場所 （関脇14場所、小結6場所）
- 通算（幕内）連続勝ち越し記録：7場所（2005年11月場所〜2006年11月場所）

### 三賞・金星
- 三賞：8回
  - 殊勲賞：2回（2000年1月場所、2006年5月場所）
  - 敢闘賞：5回（1999年3月場所、2000年3月場所、2000年5月場所、2005年11月場所、2009年11月場所）
  - 技能賞：1回（2006年5月場所）
- 金星：2個
  - 朝青龍2個（2007年3月場所、2008年9月場所）

### 各段優勝
- 十両優勝：2回（1998年11月場所、1999年1月場所）
- 幕下優勝：2回（1998年7月場所、1998年9月場所）

### 場所別成績
| | 一月場所 初場所（東京） | 三月場所 春場所（大阪） | 五月場所 夏場所（東京） | 七月場所 名古屋場所（愛知） | 九月場所 秋場所（東京） | 十一月場所 九州場所（福岡） |
| --- | ----------------------- | ----------------------- | ----------------------- | --------------------------- | ----------------------- | --------------------------- |
| 1998年 （平成10年） | x                       | x                       | x                       | 幕下付出60枚目 優勝 7–0     | 西幕下6枚目 優勝 7–0    | 西十両11枚目 優勝 12–3      |
| 1999年 （平成11年） | 西十両筆頭 優勝 14–1    | 東前頭7枚目 9–6 敢      | 西前頭2枚目 6–9         | 東前頭4枚目 7–8             | 東前頭5枚目 10–5        | 西前頭筆頭 8–7              |
| 2000年 （平成12年） | 西小結 12–3 殊          | 西関脇 11–4 敢          | 東関脇 11–4 敢          | 西大関1 6–9                 | 西大関2 8–7             | 西大関2 9–6                 |
| 2001年 （平成13年） | 西大関2 8–7             | 東大関2 7–8             | 西大関2 9–6             | 東大関2 7–8                 | 西大関2 3–7–5           | 西関脇2 休場 0–0–15         |
| 2002年 （平成14年） | 東関脇2 休場 0–0–15     | 東前頭8枚目 9–6         | 東前頭3枚目 10–5        | 東小結 6–9                  | 東前頭筆頭 7–8          | 東前頭2枚目 8–7             |
| 2003年 （平成15年） | 西前頭筆頭 1–3–11       | 西前頭9枚目 9–6         | 東前頭5枚目 10–5        | 東前頭筆頭 10–5             | 西関脇 4–11             | 東前頭4枚目 6–9             |
| 2004年 （平成16年） | 西前頭7枚目 11–4        | 東前頭筆頭 8–7          | 東小結 3–12             | 東前頭7枚目 12–3            | 西関脇 9–6              | 西関脇 9–6                  |
| 2005年 （平成17年） | 西関脇 9–6              | 東関脇 5–10             | 東前頭3枚目 8–7         | 西小結 7–8                  | 東前頭筆頭 6–9          | 東前頭4枚目 10–5 敢         |
| 2006年 （平成18年） | 東前頭筆頭 8–7          | 西小結 10–5             | 西関脇 14–1 殊技        | 東関脇 10–5                 | 東関脇 9–6              | 東関脇 8–7                  |
| 2007年 （平成19年） | 西関脇 5–10             | 東前頭3枚目 4–4–7       | 西前頭9枚目 9–6         | 東前頭5枚目 7–8             | 西前頭5枚目 9–6         | 西前頭筆頭 7–8              |
| 2008年 （平成20年） | 西前頭2枚目 7–8         | 西前頭2枚目 7–8         | 東前頭3枚目 6–9         | 東前頭5枚目 9–6             | 西前頭筆頭 4–11 ★       | 東前頭7枚目 10–5            |
| 2009年 （平成21年） | 東前頭2枚目 6–9         | 東前頭3枚目 4–11        | 東前頭11枚目 9–6        | 東前頭4枚目 8–7             | 西前頭筆頭 4–11         | 西前頭9枚目 12–3 敢         |
| 2010年 （平成22年） | 西前頭2枚目 5–10        | 東前頭7枚目 10–5        | 西前頭筆頭 5–10         | 西前頭5枚目 出場停止 0–0–15 | 東十両2枚目 12–3        | 西前頭14枚目 9–6            |
| 2011年 （平成23年） | 東前頭10枚目 6–9        | 八百長問題 により中止   | 東前頭16枚目 8–7        | 東前頭8枚目 8–7             | 東前頭5枚目 7–8         | 西前頭6枚目 11–4            |
| 2012年 （平成24年） | 東小結 3–12             | 西前頭9枚目 8–7         | 西前頭5枚目 4–11        | 東前頭9枚目 8–7             | 東前頭7枚目 5–10        | 西前頭11枚目 5–10           |
| 2013年 （平成25年） | 東前頭16枚目 3–12       | 東十両9枚目 引退 3–12–0 | x                       | x                           | x                       | x                           |
| 各欄の数字は、「勝ち-負け-休場」を示す。 優勝 引退 休場 十両 幕下 三賞：敢=敢闘賞、殊=殊勲賞、技=技能賞 その他：★=金星 番付階級：幕内 - 十両 - 幕下 - 三段目 - 序二段 - 序ノ口 幕内序列：横綱 - 大関 - 関脇 - 小結 - 前頭（「#数字」は各位内の序列） |                         |                         |                         |                             |                         |                             |

### 幕内対戦成績
| 力士名   | 勝数 | 負数 | 力士名     | 勝数  | 負数  | 力士名   | 勝数  | 負数  | 力士名   | 勝数  | 負数  |
| -------- | ---- | ---- | ---------- | ----- | ----- | -------- | ----- | ----- | -------- | ----- | ----- |
| 碧山     | 0    | 2    | 蒼樹山     | 1     | 2     | 安芸乃島 | 6     | 5     | 曙       | 2     | 6     |
| 朝青龍   | 5    | 34   | 朝赤龍     | 16(1) | 9     | 朝乃翔   | 2     | 0     | 朝乃若   | 3     | 0     |
| 旭日松   | 1    | 2    | 安美錦     | 11    | 13    | 阿覧     | 2     | 5     | 勢       | 0     | 1     |
| 岩木山   | 7    | 4    | 潮丸       | 2     | 0     | 皇司     | 2     | 1     | 大碇     | 0     | 1     |
| 大日ノ出 | 1    | 0    | 小城錦     | 1     | 0     | 隠岐の海 | 2     | 2     | 魁皇     | 15(1) | 31(1) |
| 魁聖     | 3    | 2    | 海鵬       | 9     | 4     | 臥牙丸   | 1     | 5     | 鶴竜     | 2     | 6     |
| 春日王   | 7    | 2    | 春日錦     | 4(1)  | 1     | 稀勢の里 | 4     | 16    | 北桜     | 1     | 0     |
| 北太樹   | 3    | 4    | 木村山     | 5     | 1     | 旭鷲山   | 12    | 5     | 旭天鵬   | 19    | 18    |
| 金開山   | 2    | 0    | 豪栄道     | 1     | 8     | 光龍     | 1     | 1     | 五城楼   | 2     | 0     |
| 黒海     | 17   | 5    | 琴欧洲     | 5     | 22    | 琴奨菊   | 9(1)  | 11    | 琴錦     | 2     | 0     |
| 琴ノ若   | 7    | 6    | 琴光喜     | 17    | 24(1) | 琴勇輝   | 0     | 1     | 琴龍     | 9(1)  | 6     |
| 磋牙司   | 1    | 0    | 佐田の富士 | 3     | 1     | 敷島     | 3     | 0     | 霜鳳     | 8     | 5     |
| 十文字   | 3    | 0    | 常幸龍     | 1     | 0     | 松鳳山   | 1     | 2     | 蒼国来   | 0     | 1     |
| 大善     | 3    | 0    | 大道       | 2     | 1     | 貴闘力   | 4     | 2     | 貴ノ浪   | 5     | 13    |
| 貴乃花   | 0    | 11   | 隆乃若     | 5     | 6     | 高見盛   | 15    | 10    | 髙安     | 1     | 5     |
| 宝富士   | 3    | 1    | 豪風       | 9     | 9     | 玉飛鳥   | 1     | 1     | 玉春日   | 14    | 0     |
| 玉乃島   | 17   | 3    | 玉力道     | 1     | 0     | 玉鷲     | 7     | 0     | 千代大海 | 22(1) | 24    |
| 千代大龍 | 0    | 2    | 千代天山   | 6     | 2     | 千代の国 | 1     | 0     | 寺尾     | 2     | 0     |
| 天鎧鵬   | 1    | 0    | 闘牙       | 5     | 7     | 時津海   | 11(1) | 3     | 時天空   | 17    | 11    |
| 土佐ノ海 | 12   | 15   | 土佐豊     | 0     | 3     | 栃東     | 16(1) | 19    | 栃煌山   | 7     | 4     |
| 栃栄     | 7    | 0    | 栃ノ心     | 6     | 5     | 栃乃洋   | 24    | 12(1) | 栃乃花   | 4     | 1     |
| 栃乃和歌 | 1    | 0    | 栃乃若     | 3     | 3     | 豊桜     | 2     | 0     | 豊ノ島   | 5     | 6     |
| 豊響     | 10   | 4    | 白馬       | 0     | 1     | 白鵬     | 4     | 23*   | 白露山   | 1     | 0     |
| 濵錦     | 1    | 0    | 濱ノ嶋     | 2     | 0     | 追風海   | 4     | 3     | 把瑠都   | 5     | 10    |
| 日馬富士 | 6    | 12   | 肥後ノ海   | 7(1)  | 0     | 富士東   | 3     | 2     | 普天王   | 9     | 0     |
| 寶智山   | 1    | 0    | 豊真将     | 4     | 4     | 北勝力   | 12    | 6     | 舛ノ山   | 0     | 1     |
| 湊富士   | 3    | 0    | 猛虎浪     | 3     | 2     | 山本山   | 0     | 1     | 燁司     | 1     | 0     |
| 芳東     | 1    | 0    | 嘉風       | 5     | 6     | 龍皇     | 1     | 0     | 露鵬     | 10    | 5     |
| 若荒雄   | 3    | 4    | 若の里     | 16    | 20    | 若乃花   | 1     | 2     |          |       |       |

- 他に優勝決定戦で、白鵬に1敗がある。

（カッコ内は勝数、負数の中に占める不戦勝、不戦敗の数。）

## 改名歴

### 四股名
- 竹内 雅人（たけうち まさと）平成10年（1998年）7月場所 - 平成10年（1998年）9月場所
- 雅山 哲士（みやびやま てつし）平成10年（1998年）11月場所 - 平成25年（2013年）3月場所

### 年寄名
- 二子山 雅人（ふたごやま まさと）平成25年（2013年）3月24日 - 平成25年（2013年）9月1日
- 二子山 雅高（ - まさたか）平成25年（2013年）9月2日 -

## 著書
- 『雅ノート』実業之日本社、2014年2月1日発行　ISBN 978-4-408-45487-0